# Centro John F. Kennedy de Artes Cênicas
O Centro John F. Kennedy de Artes Cênicas (em inglês:  John F. Kennedy Center for Performing Arts, também conhecido apenas como Centro Kennedy) é um grande complexo cultural que abriga diversas instalações relacionadas à música e às artes performáticas, como salas de concerto e teatros. O Kennedy está localizado às margens do rio Potomac, em Washington, D.C., Estados Unidos. Inaugurado em 8 de setembro de 1971, o centro tem como missão principal promover o ensino e a prática de diversos gêneros de arte performática, como teatro, dança e música (erudita, jazz e música folclórica). O complexo foi projetado pelo arquiteto Edward Durell Stone e é administrado pela Smithsonian Institution.
Desde 1978, o Kennedy Center concede anualmente o Prêmio Kennedy Center (Kennedy Center Honors) a cinco artistas ou grupos, de diferentes áreas, por sua contribuição para a cultura americana e as artes cênicas, incluindo dança, música, teatro, ópera, cinema e televisão.  O centro também concede, desde 1998, o Prêmio Mark Twain de Humor Americano.